# Betsy
Betsy (настоящее имя — Светла́на Миха́йловна Черти́щева, род. 27 января 2013, Санкт-Петербург, Россия), также известная как Бэтси Girl, — российская певица и блогер.

## Биография
В возрасте пяти лет Чертищева открыла свой первый видеоблог, которым помогали ей управлять родители. На её первом видео она ела фрукты и играла с мягкой игрушкой. Её отец — композитор Михаил Чертищев, который также пишет все её песни.
Betsy записывает песни несколько лет. Так, её сингл «Симпл Димпл Поп Ит Сквиш» (2021), был популярен в TikTok.
Весной 2024 года она выпустила песню под названием «Я не пон», который был основан на сообщениях ненависти, которые она получала в Интернете.
4 октября 2024 года она вместе с Марией Янковской выпустила сингл «Сигма Бой», ставший вирусным в TikTok и затем попавшим в чарты стриминговых сервисов Spotify и YouTube.

## Синглы
| Название                                                                                          | Год  |
| ------------------------------------------------------------------------------------------------- | ---- |
| «Первоклашка»                                                                                     | 2020 |
| «Я Тебе Поставлю Лайк»                                                                            | 2020 |
| «Жабий Бас»                                                                                       | 2020 |
| «Я Тебе Поставлю Лайк» (MARTY Remix)                                                              | 2021 |
| «Simple dimpl pop it squish (Симпл димпл поп ит сквиш)» (совместно с M&A)                         | 2021 |
| «Simple dimpl pop it squish (Симпл димпл поп ит сквиш)» (Slowed + Reverb Remix) (совместно с M&A) | 2021 |
| «GOLD APPLE» (совместно с M&A)                                                                    | 2021 |
| «Фрэнк»                                                                                           | 2021 |
| «Pump It Up»                                                                                      | 2021 |
| «Электрощиток»                                                                                    | 2022 |
| «Capybara (Капибара)» (совместно со Сто-Личный Она-Нас)                                           | 2022 |
| «Bandit» или «А-я-я»                                                                              | 2023 |
| «Ла-ла»                                                                                           | 2023 |
| «1 сентября (это трэш)»                                                                           | 2023 |
| «Котики»                                                                                          | 2023 |
| «Я подпишусь»                                                                                     | 2023 |
| «Я тебя тюптю»                                                                                    | 2024 |
| «Я Не Пон»                                                                                        | 2024 |
| «Это Мама Моя» (OST «Лунтик. Возвращение домой»)                                                  | 2024 |
| «Потому Что Друг» (OST «Лунтик. Возвращение домой»)                                               | 2024 |
| «Сигма Бой» (совместно с Анной-Марией Янковской)                                                  | 2024 |
| «Сигма Бой» (Remix) (совместно с Анной-Марией Янковской, LAVINIA & Ely Oaks)                      | 2024 |
| «Сигма Бой» (Techno Remix) (совместно с Анной-Марией Янковской & BORIS REDWALL)                   | 2024 |
| «Сигма Бой» (Brazilian Funk Remix) (совместно с Анной-Марией Янковской, HXELLPLAYA & VILLYBON)    | 2025 |
| «Queen Of Drama»                                                                                  | 2025 |
| «Делулу» (совместно с Катей Лель)                                                                 | 2025 |
| «Sigma Boy (Remix) (совместно с Анной-Марией Янковской & DJ DimixeR)                              | 2025 |
| «Если» (альбом «Семейный альбом») (совместно с Михаилом Чертищевым)                               | 2025 |